# Martim Correia Vasques
Martim Correia Vasques foi um administrador colonial português.
Governou interinamente a capitania do Rio de Janeiro, que à época compreendia as regiões dos atuais estados de São Paulo e Minas Gerais, de 15 de outubro de 1697 a 15 de março de 1700, para permitir a subida do Governador Artur de Sá e Menezes às Minas.
Tomando posse pela primeira vez em 15 de outubro de 1697 na ausência em Minas do governador, que segundo Carvalho Franco, partiu neste mês para São Paulo onde permaneceu até 16 de julho de 1699.
Em seu governo interino, instituiu uma Companhia de Ordenanças de pretos forros, origem remota do Regimento dos Homens Pardos, mais tarde formado pelo Marquês de Lavradio.
Governou o Rio de Janeiro, junto com o bispo Dom Francisco de São Jerônimo de Andrade e Gregório de Castro Morais, entre 1704 e 1705.